# Broxvik
Broxvik är också ett äldre namn på gården Östanå i Gränna socken. För naturreservatet strax norr om gården, se Bråxvik (naturreservat)
Broxvik (även Bråxvik) är en herrgård och tidigare säteri i Jonsbergs socken, Norrköpings kommun. Herrgården är belägen vid Bråviken. Den byggdes ut på 1600-talet till säteri.

## Byggnader
Den nuvarande huvudbyggnaden i sten uppfördes på 1830-talet och byggdes om 1911.

## Historik
Broxvik hette från början Ribbingstorp. Den tillhörde från 1300-talet fram till 1697 ätten Ulfsparre af Broxvik. Landshövding och friherre Åke Ulfsparre hade sålt sin egendom Broxvik (nuvarande Östanå herrgård) i Gränna socken, Jönköpings län, och flyttade godset och gjorde  detta till sitt stamgods. Efter Ulfsparres död ärvdes egendomen av hans barn. Generalmajoren Hans Ulfsparre var en av barnen och blev slutligen ensam ägare. 1697 köpte bruksherren Gillis De Besche gården. Han var den rikaste bruksägaren i landet vid den tiden. När han avled 1709 fick hans dotter Maria De Besche ärva gården. Hon var gift med hovintendenten Hans Georg Düben. Vid hennes död 1726 tillföll gårdens hennes måg, kanslirådet Magnus Gabriel von Block, som var gift med Anna Kristina Düben. År 1754 överlämnade hon gården till sin son, kammarherren Karl Jakob von Block. Han gjorde 1795 hela godset, som vid den tiden bestod av 9 5⁄8 mantal i Jonsbergs socken och 12 3⁄8 mantal i angränsade socknar, samt 2 3⁄4 mantal i Södermanland till en fideikommiss för sin systers sonson, majoren Jakob Karl Ridderborg. På villkor att han jämte sitt eget namn även skulle ha namnet von Block. Ridderborg tog över gården 1802 och avled ogift 1826. Broxvik innehades sedan av Ridderborgs bror kapten Isak Adolf Ridderborg och ärvdes sedan Lars Adolf Fredrik Gustaf von Röök von Block, som var gift med Isak Adolf Ridderborgs dotter, Beda Sofia Ridderborg von Block.
Då ätten von Röök med honom utgick på manssidan 1889, ärvdes fideikommissrätten av hans äldsta dotter, Betzy. Hon var gift med kammarherren, före detta kaptenen Evert Taube (1834-1895). Han kallade sig Taube von Block.
Broxviks gods ägs ännu (2008) av familjen Taube (von Block).

## Broxviksdramat
Under åren efter kammarherre Evert Taube von Blocks plötsliga död i december 1895, kom först hans hustru Betzy von Taube och därefter Helga Fägersköld (vän till familjen och senare förlovad med kammarherrens son, som också bar namnet Evert Taube) att misstänkas för giftmord på kammarherre Taube von Block.  Broxviksdramat, i vars utkanter förekom självmord, beskyllningar om otrohet och sinnessjukdom, utomäktenskapliga barn, ett förfalskat överfall och även en rättegång om mened, blev vid tiden oerhört uppmärksammat av tidningar och allmänhet.  
Häradsrätten friade i april 1898 Betzy von Taube, medan Helga Fägersköld i brist på bevis "inte kunde ställas till ansvar".  Hon överklagade sin dom, vilken emellertid fastslogs av en oenig hovrätt i september 1898. Hon lämnade efter en tid Sverige och dog i New York 1958.
Rättegången var på sin tid sensationspräglad och uppmärksammad och blev politiskt färgad. Båda parternas ombud vädjade till allmänheten och spelade på populism och folk tog parti för eller emot utifrån politiska sympatier och antipatier.